# Distrikt Laria
Der Distrikt Laria liegt in der Provinz Huancavelica in der Region Huancavelica im Südwesten von Zentral-Peru. Der Distrikt wurde am 23. Juni 1962 gegründet. Er besitzt eine Fläche von 64,4 km². Beim Zensus 2017 wurden 773 Einwohner gezählt. Im Jahr 1993 lag die Einwohnerzahl bei 1423, im Jahr 2007 bei 1443. Sitz der Distriktverwaltung ist die 3861 m hoch gelegene Ortschaft Laria mit 247 Einwohnern (Stand 2017). Laria befindet sich 26 km nordnordwestlich der Provinz- und Regionshauptstadt Huancavelica.

## Geographische Lage
Der Distrikt Laria liegt im ariden Andenhochland im zentralen Nordwesten der Provinz Huancavelica. Der Río Alauma entwässert das Areal nach Osten zum Río Mantaro.
Der Distrikt Laria grenzt im Westen an den Distrikt Manta, im Nordwesten an den Distrikt Moya, im Nordosten an den Distrikt Conayca, im äußersten Osten an den Distrikt Huando sowie im Südosten und im Süden an den Distrikt Nuevo Occoro.

## Ortschaften
Im Distrikt gibt es neben dem Hauptort folgende größere Ortschaften:
- Los Ángeles
- Puquiococha
- San José de Belén
- Zunipampa